# Typhlonectes
Typhlonectes és un gènere d'amfibis gimnofions de la família Caeciliidae que conté les següents espècies.

## Taxonomia
- Typhlonectes compressicauda (Duméril et Bibron, 1841).
- Typhlonectes cunhai Cascon, Llima-Verd et Benevides Marquis, 1991.
- Typhlonectes natans (Fischer In Peters, 1880).